# Рудольф Шлее
Рудольф Шлее (нім. Rudolf Schlee; 10 листопада 1913, Людвігсгафен-на-Рейні — 19 червня 1979, Людвігсгафен-на-Рейні) — офіцер гірських частин вермахту, гауптман. Кавалер Лицарського хреста Залізного хреста з дубовим листям.

## Біографія
5 квітня 1934 року поступив на службу в 13-й піхотний полк, з яким брав участь у Польській і Французькій кампаніях. 25 жовтня 1940 року переведений в 13-й гірський полк, з 20 листопада 1940 року прийняв 6-ту роту.
Учасник боїв на радянсько-німецькому фронті, відзначився у боях в районі Вінниці. 30 листопада 1941 року був важко поранений, після тривалого лікування в лікарні в Гуляйполі 30 жовтня 1942 року знову прийняв командування своєю ротою, але в той же день був важко поранений осколком гранати. Після лікування направлений у резервні гірські частини, 24 серпня 1943 року призначений командиром взводу 4-ї роти караульного полку «Велика Німеччина». З 25 грудня 1943 року командував 5-ю, з 8 серпня 1944 року — 4-ю ротою цього полку.
30 квітня 1945 року у Франкфурті-на-Одері радянські війська взяли Шлее у полон. Звільнений у 1947 році.

## Нагороди
- Медаль «За вислугу років у Вермахті» 4-го класу (4 роки; 4 квітня 1938)
- Медаль «За будівництво оборонних укріплень» (15 березня 1940)
- Залізний хрест
  - 2-го класу (8 червня 1940)
  - 1-го класу (3 серпня 1940)
- Штурмовий піхотний знак в сріблі (25 серпня 1940)
- Лицарський хрест Залізного хреста з дубовим листям
  - Хрест (23 жовтня 1941) — як оберфельдфебель і командир взводу 6-ї роти 13-го гірського полку.
  - Дубове листя (№ 222; 6 квітня 1943) —- як оберфельдфебель і командир взводу 6-ї роти 13-го гірського полку.
- Медаль «За зимову кампанію на Сході 1941/42» (1 серпня 1942)
- Нагрудний знак «За поранення» в сріблі (4 грудня 1942)
- Нагрудний знак ближнього бою в бронзі